# Chaetogaedia auricephala
Chaetogaedia auricephala là một loài ruồi trong họ Tachinidae.